# Chauffe-tasse
 (octobre 2012).
Si vous disposez d'ouvrages ou d'articles de référence ou si vous connaissez des sites web de qualité traitant du thème abordé ici, merci de compléter l'article en donnant les références utiles à sa vérifiabilité et en les liant à la section « Notes et références ».
Un chauffe-tasse est un dispositif maintenant à la température souhaitable une tasse, le plus souvent un mug, afin de conserver dans de bonnes conditions (température d'environ 55 °C)[réf. nécessaire] le liquide consommé (café, thé, tisane, soupe, etc.).

## Technique
Il existe plusieurs technologies de chauffe-tasses :
- Les pré-chauffeurs de tasses : ces appareils permettent de chauffer avant l'introduction du liquide une ou plusieurs tasses jusqu'à une température souhaitée. De cette façon, il n'y a pas de baisse de la température lorsque le liquide chaud entre en contact avec la tasse, puisque celle-ci est également chaude.
- les re-chauffeurs de tasses : ces appareils permettent d'apporter de la chaleur à la tasse, réduisant ainsi la baisse de température de celle-ci liée à la dissipation de chaleur par convection.

En pratique, les pré-chauffeurs de tasses sont utilisés dans des espaces de distribution de haut standing[réf. nécessaire].
Les re-chauffeurs de tasses sont eux des dispositifs très simples, utilisables par tous. Pour des raisons technologiques ceux-ci sont électriques et peuvent être branchés soit sur le secteur (230 V) soit sur un prise USB d'un ordinateur. La simplicité de ce dispositif a permis récemment sa démocratisation.
La simplicité et la faible efficacité (2,5 W max) des chauffe-tasses USB font qu'ils peuvent être considérés comme des gadgets.